# Lassingalpen
Die Lassingalpen (auch Lassing-Alpen) sind die südlichste, alpine Gebirgsgruppe der Ybbstaler Alpen in Niederösterreich und der Steiermark.

## Zum Begriff der Lassingalpen
Die Gruppe ist seit dem 19. Jahrhundert benannt, und wurden von August von Böhm 1887 in seiner Gliederung der Ostalpen mit der Nummer 43 (bzw. 11.4) als Teilgruppe der Österreichischen Alpen (11) eingeführt, und findet sich als solche auch im Meyers 1888 als Gruppe des Hauptkamms der Österreichischen Alpen (Nr. C4d) bzw. Gruppe 12 der Ostalpen im Meyers 1905.
Ursprünglich verstand man darunter die ganzen Kalkhochalpen von der Enns bis an die Erlauf, nördlich der Hochschwabgruppe und südlich der Hollensteiner Alpen.
Hubert Trimmel griff die Gruppe für seine Gebirgsgruppengliederung für das österreichische Höhlenverzeichnis von 1962 auf, ließ jedoch die südwestlichste Untergruppe, die Stangel-Gruppe weg und ordnete sie als Kalte Mauer (1741) dem Hochschwab zu, da sie südlich der Salza liegt.
Der Verwendung der Trimmelschen Einteilung entsprechend ist der Begriff heute primär in der österreichischen Geologie, Hydrographie und Biologie üblich.

## Umgrenzung und benachbarte Gruppen
Nach Trimmel, in dessen System sie die Untergruppe Nummer 1810 bilden, umgrenzen sich die Lassingalpen:
- im Nordwesten: von Erzhalden (an der Salza nahe Palfau, Brücke 524 m) – Mendlingbach – Lassing (Passhöhe ca. 690 m) – Göstlingbach – Göstling an der Ybbs (Brücke 524 m) – Ois (Ybbs) aufwärts über Lunz am See bis Maierhöfen – Lackenbach – Lackenhof – Raneck (954 m) – Ortleitengraben – Nestelberggraben bis zur Erlauf bei den Vorderen Tormäuern (444 m) zu den Ybbstaler Voralpen (Trimmel Nr. 1820)
hierbei folgen bis unterhalb Lassing die Voralpe (1821), bis Göstling der Königsberg (1822), bis Lunz der Schöfftaler Wald (1823), und bis zur Erlauf die Gruppe Gföhleralm-Polzberg (1824)[5]
- im Nordosten: Erlauf aufwärts (Tormäuer) bis Weißenbach (Bhf. Mariazell 851 m) – Rasing an der Salza (768 m) zu den Türnitzer Alpen (Nr. 1830)
anfangs das Bergland zwischen Erlauf und Pielach (1836), ab Erlaufboden die Gruppe Koller–Büchleralpe (1833), ab Mitterbach die Bürgeralpe (1831)
- im Osten kurz die Salza von Rasing bis Gußwerk zur Tonionalpe (Nr. 1760, namentlich die Hohe Student 1761)
- im Süden die Salza abwärts von Gußwerk bis Erzhalden zur Hochschwabgruppe (Nr. 1700)
flussabwärts bis Weichselboden die Zeller Staritzen (1747), dort anstehend die Aflenzer Staritzen (1746), bis zum Brunnsee der Hochschwab (1744), bis Wildalpen die Gruppe des Brandstein (1743), und zuletzt die Gruppe Kalte Mauer (1741)

Die Lassingalpen stellen sich in dieser streng orographischen Gliederung also in den Grenzen der Flüsse Ybbs/Ois, Erlauf und Salza dar.
Eingeordnet werden die Lassingalpen als Untergruppe zur Hauptgruppe der Niederösterreichischen Kalkalpen (Trimmel Nr. 1800) der Großeinheit Nördliche Kalkalpen (Nr. 1000). Nach Alpenvereinseinteilung der Ostalpen (AVE) gehören sie zu den Ybbstaler Alpen, deren kalkhochalpinen Südteil sie darstellen.

## Gliederung
Gegliedert werden die Lassingalpen primär durch das Lassingbachtal von Südwest in das Zentrum, weitgehend südlich entlang der Landesgrenze, und den Ybbsoberlauf Ois von Norden her. Sie zerfallen in sechs charakteristische Teilgruppen (angegeben mit den Außengrenzen der Gruppe):
- die Türnach (Hochtürnach 1770 m ü. A.), Trimmel Nr. 1811[6] – ein kleiner Stock im Süden gegen den Hochschwab hin, an der Salza von Weichselboden abwärts bis Mündung Bär[e]nbach
- die Kräuterin (Hochstadl 1919 m ü. A.), Nr. 1812 – südliche Zentralgruppe, mit dem höchsten Gipfel der Lassingalpen, an der Salza von der Bär[e]nbach-Mündung abwärts bis Fachwerk
- die Zellerhüte (Großer Zellerhut 1639 m ü. A.), Nr. 1813 – östliche Fortsetzung des Kräuterinkamms beiderseits der Landesgrenze, an der Salza von Rasing bis Weichselboden
- die Göstlinger Alpen (Hochkar 1808 m ü. A.), Nr. 1814 – westlicher Hauptkamm beiderseits der Landesgrenze, salzabwärts ab Fachwerk, und von Erzhalden bis Göstling an der Ybbs an der Ybbs
- der Dürrenstein (1878 m ü. A.), Nr. 1815 – das Bergland im mittleren Norden, Wildnisgebiet, an Ois (Ybbs) bis in das Quellgebiet
- der Ötscher (1893 m ü. A.), Nr. 1816 – nordöstliches Massiv, weit in das Alpenvorland hinein freistehend sichtbar, von Meierhöfen an der Ois über Lackenhof an die Erlauf, und diese aufwärts bis Weißenbach und Rasing bei Mariazell; als Gruppe mit Gemeindalpe

Die Landesgrenze Niederösterreich–Steiermark durchquert die Gruppe gänzlich in Ost-West-Richtung, womit sie etwa zu je der Hälfte der Fläche in den beiden Bundesländern liegt. Diese Grenze bildet, wo sie im Bereich des Zellerhuts auf der Kammlinie läuft, auch weitgehend die Wasserscheide zwischen Salza (zur Enns) im Süden und Ybbs und Erlauf (beide eigenständige Donaunebenflüsse) im Norden. Die Einzugsgebietsgrenze der letzteren beiden läuft über Planeck – Ötschergipfel – Zeller Rain.

## Natur und Tourismus

Karte der Eisenwurzen und Lassingalpen

Die Lassingalpen sind eine weitgehend naturbelassene Region. Bis auf die karstigen und almigen Gipfelregionen ist das ganze Gebiet dicht bewaldet und weitestgehend unbesiedelt.
Der gesamte steirische Teil gehört zum Naturschutzgebiet Wildalpener Salzatal (NSG-a02), der Gutteil niederösterreichischerseits zum Landschaftsschutzgebiet Ötscher–Dürrenstein (LSG 11), dessen Nordteil den Naturpark Ötscher-Tormäuer (NPK 8) bildet. Der Kernbereich der Gruppe ist das Wildnisgebiet Dürrenstein (Wildnisgebiet IUCN Ib), als Puffer für den Rothwald (Strenges Naturreservat IUCN Ia), einen nachweislich seit der letzten Eiszeit forstlich unberührten Primärwald (Urwaldrest). Damit stellen die Lassingalpen einen bedeutenden Biosphärenkorridor eines Schutzgebietsverbunds dar, der heute nahezu geschlossen von den Grenzen Wiens bis zum Dachstein reicht (Projekt Econnect). Auch die umgrenzenden Flüsse sind von Ausnahmscharakter. Die Salza ist einer der letzten weitgehend frei fließenden Großflüsse der Ostalpen – erst die obere Soča in Slowenien und der Oberlauf des Lech in Tirol sind von vergleichbarer Qualität. Die Tormäuer der Erlauf sind ebenfalls eine bedeutende Naturlandschaft. Daneben finden sich zahlreiche weitere kleinere natürliche Talungen, Klammen, und auch bedeutende Höhlen.
Alpintouristisch ist das Gebiet – obschon bis auf den Ötscher eher als „Geheimtipp“ genannt – relativ gut erschlossen, und auch als leichtes Wander- und Mountainbike-Gebiet bekannt. Der Zutritt zum Wildnisgebiet ist nur im Rahmen geführter Touren erlaubt. Die Salza ist ein Zentrum des Wildwassersports (Kajak, Rafting). Außerdem finden sich zwei kleine Schigebiete, Göstling–Hochkar und die Ötscher Bergbahnen Lackenhof.
Das Gebiet wird heute von mehreren umliegenden Tourismusregionen her mitangegeben, von der Region Eisenwurzen/Verband Eisenstraße-Ötscherland im Norden, vom Mariazeller Land im Osten, und von der Region Gesäuse, die mit dem neuen Nationalpark Aufschwung erlebt, im Westen.